# Kleingebiet Tamási
Das Kleingebiet Tamási (ungarisch Tamási kistérség) war bis Ende 2012 eine ungarische Verwaltungseinheit (LAU 1) innerhalb des Komitats Tolna in Südtransdanubien. Im Zuge der Verwaltungsreform entstand Anfang 2013 aus allen 32 Ortschaften des Kleingebiets der Kreis Tamási (ungarisch Tamási járás).
Zum Jahresende 2012 lebten auf einer Fläche von 1.019,94 km² 38.795 Einwohner. Mit einer Bevölkerungsdichte von 38 Einwohner/km² wies das Kleingebiet die geringste im Komitat auf.
Außer dem Verwaltungssitz in Tamási (8.345 Ew.) gab es zwei weitere Städte: Simontornya (4.128 Ew.) und Gyönk (2.091 Ew.).

Hőgyész (2.904 Ew.) und Pincehely (2.288 Ew.) waren Großgemeinden (ungarisch nagyközség).

## Ortschaften
Zum Kleingebiet Tamási gehörten folgende 32 Ortschaften:
| Belecska                                       | Diósberény                  | Dúzs                          | Értény                        | Felsőnyék               |
| Fürged                                         | Gyönk (dt.: Jink)           | Hőgyész (dt.: Hedjeß)         | Iregszemcse                   | Kalaznó (dt.: Gallaß)   |
| Keszőhidegkút (dt.: Kaltenbrunn in der Tolnau) | Koppányszántó               | Magyarkeszi                   | Miszla                        |                         |
| Mucsi (dt.: Mutsching)                         | Nagykónyi                   | Nagyszékely (dt.: Großsäckel) | Nagyszokoly                   | Ozora                   |
| Pári (dt.: Paar)                               | Pincehely (dt.: Binsenhelm) | Regöly (dt.: Reegl)           | Simontornya (dt.: Simonsturm) | Szakadát (dt.: Sagetal) |
| Szakály (dt.: Sakal)                           | Szárazd                     | Tamási (dt.: Tammasching)     | Tolnanémedi                   | Udvari (dt.: Hofing)    |
| Újireg                                         | Varsád (dt.: Warschad)      |                               |                               |                         |